# Ferdinandea fumipennis
Ferdinandea fumipennis är en tvåvingeart som beskrevs av Kassebeer 1999. Ferdinandea fumipennis ingår i släktet guldblomflugor, och familjen blomflugor. Inga underarter finns listade i Catalogue of Life.